# Tartarugas (chocolate)

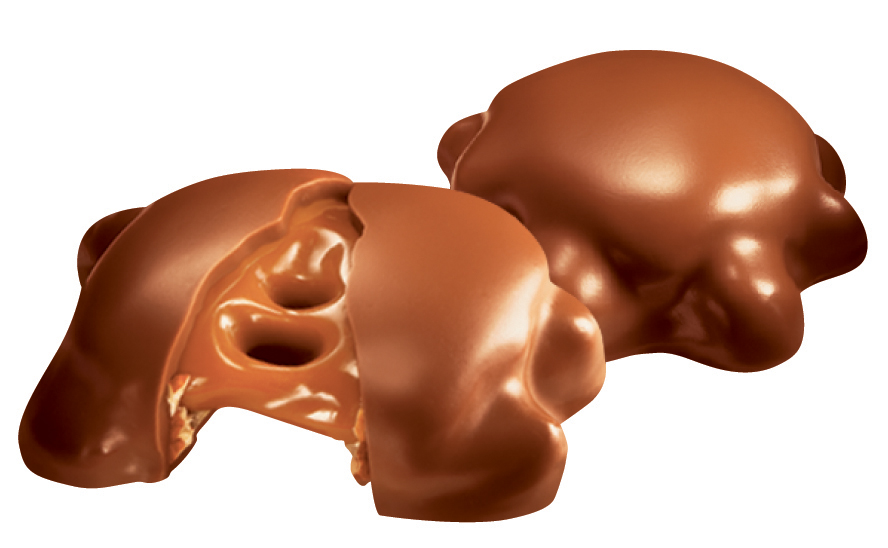

As tartarugas de chocolate são bombons feito com nozes e caramelo mergulhado em chocolate, com uma forma semelhante a de uma tartaruga. O nome é marca registrada da DeMet's Candy Company. No Brasil, a fabricante Arcor é famosa pela marca de Tortuguita.

## Na cultura popular
As tartarugas são os doces preferidos de Rochelle Rock, personagem do seriado Todo Mundo Odeia o Chris, funcionando como um calmante para ela. A personagem apareceu comendo-as em vários episódios e até chegou a ter uma crise de abstinência quando precisou parar de comê-las por um breve período. 